# NGC 7079
NGC 7079 ist eine linsenförmige Galaxie mit aktivem Galaxienkern vom Hubble-Typ SB0 im Sternbild Kranich am Südsternhimmel. Sie ist schätzungsweise 119 Millionen Lichtjahre von der Milchstraße entfernt und hat einen Durchmesser von etwa 70.000 Lichtjahren.
Gemeinsam mit NGC 7070, NGC 7097, NGC 7107, PGC 66909, PGC 66985, PGC 67078 und PGC 67160 bildet sie die NGC 7079-Gruppe oder LGG 446.
Das Objekt wurde am 6. September 1834 von John Herschel entdeckt.

## NGC 7079-Gruppe (LGG 446)
| Galaxie   | Alternativname | Entfernung/Mio. Lj |
| --------- | -------------- | ------------------ |
| NGC 7079  | PGC 66934      | 119                |
| NGC 7070  | PGC 66869      | 106                |
| NGC 7097  | PGC 67146      | 117                |
| NGC 7107  | PGC 67209      | 98                 |
| PGC 66909 | NGC 7070A      | 107                |
| PGC 67160 | NGC 7097A      | 116                |
| PGC 67078 | ESO 287-043    | 110                |
| PGC 66985 | ESO 287-037    | 116                |